# Gescher

Gescher est une ville de Rhénanie-du-Nord-Westphalie (Allemagne), située dans l'arrondissement de Borken, dans le district de Münster.

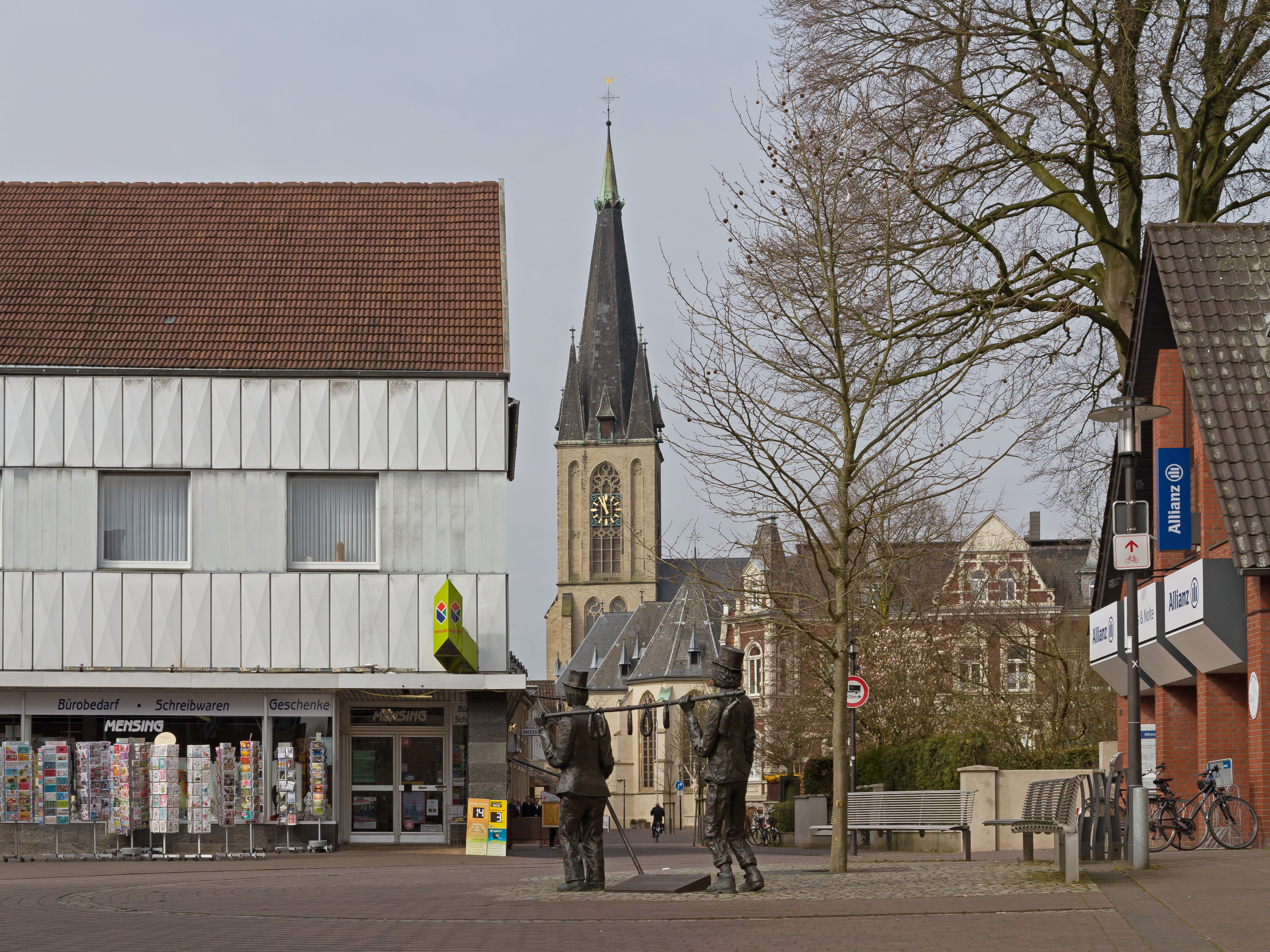
Gescher, statue: Brauchtum verbindet d'église au fond

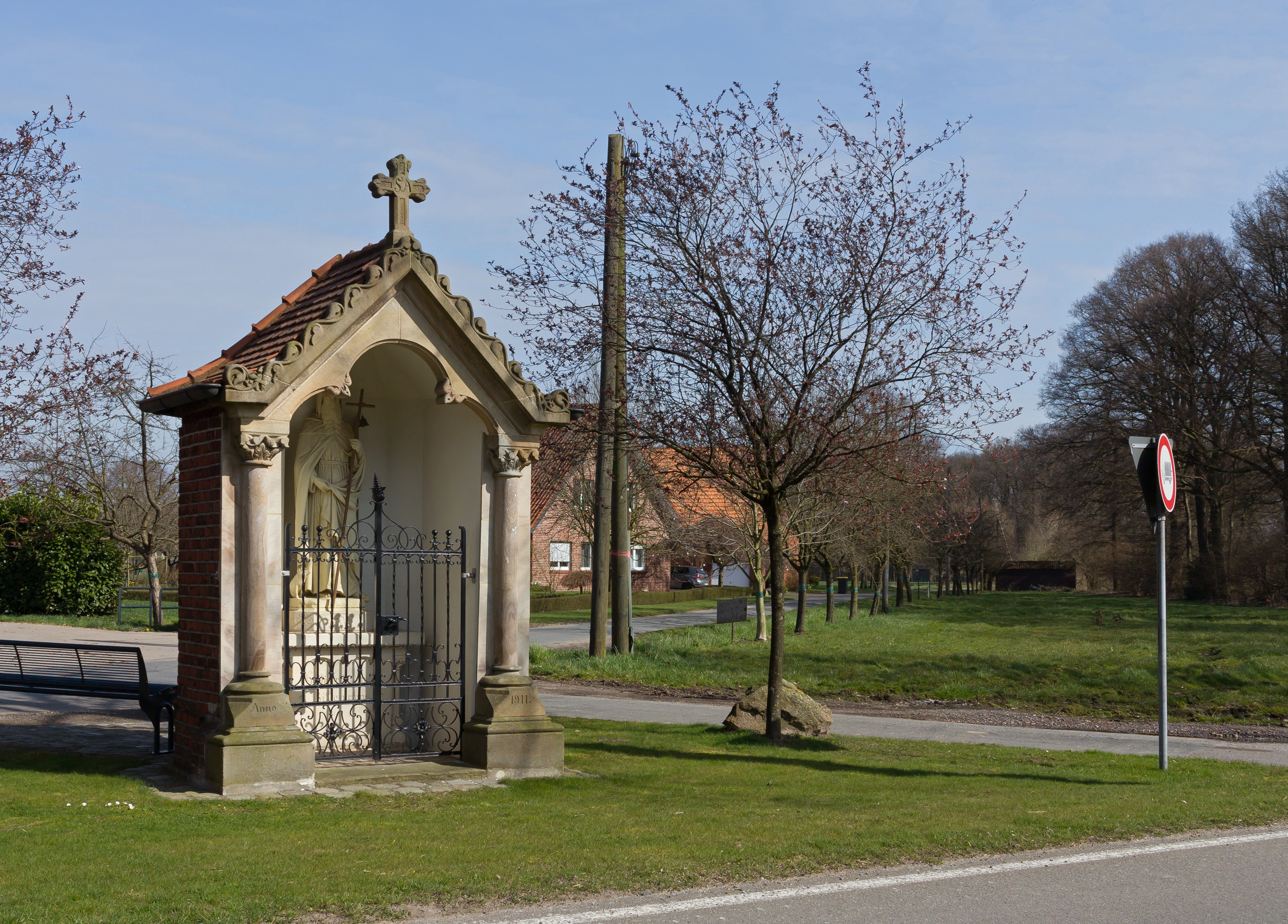
Tungerloh-Capellen, chapelle